# Сухий потік (притока Бабінського потоку)
Сухий потік (словац. Suchý potok) — річка в Словаччині, права притока Бабінського потоку, протікає в округах Зволен і Крупіна.
Довжина приблизно 6.0-6.5 км. Витік знаходиться в масиві Штявницькі гори (геоморфологічна підодиниця Скалка — схил гори Ляучня) — на висоті близько 645 метрів. Протікає територією села Бабіна.
Впадає в Бабінський потік на висоті приблизно 375-380 метрів.